# Istoricul companiei Lindab

### Prolog: Anii dinainte de Grevie
Lidhult's Plåtslageri era o mică tinichigerie din Lidhult, Småland, situată la vest de Lacul Bolmen și la aproximativ 30 km de Ljungby, proprietate a lui Valter Persson, care lucra alături de cei doi angajați ai săi. În 1956 și-a făcut apariția Lage Lindh. Acesta se ocupase înainte cu comerțul de fructe și de vopsea. Vizitând, în drumurile sale, orașul Lidhult, a aflat despre Valter Persson, tinichigiul care proiectase un profil de aluminiu folosit în montarea plăcilor exterioare. Valter Persson avea nevoie de cineva care să călătorească pentru promovarea și comercializarea profilelor de aluminiu. Așa a ajuns Lage Lindh ca, pe parcursul următorilor trei ani, să parcurgă mii de kilometri cu acest scop. Vânzările au început să se dezvolte, Valter a angajat din ce in ce mai mulți oameni, iar firma a început sa realizeze produse conexe. Spre finele anilor 1950, Lage a observat că piața “do-it-yourself” (descurca-te singur), se dezvolta tot mai mult, pe lângă piața tinichigiilor, oferind tot mai multe oportunități. Sediul din Lidhult a început să devină neîncăpător, iar autoritățile nu păreau să fie de ajutor în dezvoltarea afacerii. Într-una dintre călătorii, Lage a ajuns la Grevie, unde a auzit din întâmplare despre o zonă disponibililă pentru a fi  transformata în sediul firmei. În curând avea sa înceapă adevarata poveste a companiei.

### 1959 – Fondarea companiei
Pe 6 februarie 1959, vânzătorul, antreprenorul și vizionarul Lage Lindh, împreună cu tinichigiul și industriașul Valter Persson au devenit parteneri în nou înființata AB Lidhults Plåtindustri. Numele Lindab avea să apară abia peste 10 ani. Lage și-a continuat călătoriile, crescând vânzările. În mare parte, Lidhults Plåtindustri a continuat să activeze în domeniul tinichigeriei, atât în sensul tradițional, cât și prin producția, la scară redusă, de jgheaburi și burlane. Lage a început să se întrebe dacă n-ar fi bine să investească în producția in masă a acestor produse. Valter avea unele îndoieli, dar credea totuși că Lidhults “ar putea ajunge să fie o companie de un million de coroane, dacă Lage își păstrează ambițiile”.

### 1960 - Criza, soluția și extinderea
În toamna și iarna anului 1960, producția de profile din aluminiu și fitinguri a crescut semnificativ. Depozitele erau aprovizionate pentru a putea face față vânzărilor care se preconizau că vor crește din nou la începutul anului 1961. În schimb, pe fondul unor condiții de iarnă grea și lungă chiar înainte de sfârșitul anului, vânzările începeau să derapeze asemeni mașinilor de pe șosele. Lage s-a dus la Malmö pentru a se întâlni cu creditorii supărați. Băncile din Båstad erau reținute. Cu toate acestea, Torsten Christiansson, comerciant de produse din fier din Ängelholm, a avut foarte multă încredere în Lage Lindh și a garantat întregul credit de 25.000 de coroane suedeze pentru cumpărarea de oțel. Mulți dintre clienți, comercianții de cherestea, au aflat de problemele cu care se confrunta Lidhults și au venit în ajutorul companiei, unul câte unul, cumpărând și ținând pe stoc produse Lidhults pe durata primăverii lungi și grele. Spre sfârșitul verii creșterea a reînceput cu adevărat. La sfârșitul anului 1961 a început producția în masă (semi-industrială) a jgheaburilor și burlanelor. Spre sfârșitul anului 1962 s-a accentuat nevoia de a reuni toate activitățile într-un singur loc.

### 1964 - De la atelier de tinichigerie la industria tăblăriei metalice, în doi ani
În 1963 a fost făcut un pas semnificativ, prin preluarea preselor și utilajelor de la firma falimentară a lui Karl-Evert Johansson. Datorita cunoștințelor aprofundate ale lui Karl-Evert și ale tatălui său în domeniul presării și al tehnologiei de producție, aceștia au fost angajați. Priceperea și cunoștințele din companie s-au îmbogățit și s-a luat (în unanimitate) decizia de a cumpăra un utilaj Rima din Germania. Acest lucru a făcut posibilă producția de jgheaburi și burlane de lungimi de șase metri. Datorită faptului că noile produse se realizau dintr-o singură bucată de tablă, s-au putut elimina cu totul îmbinările expuse ruginii. 
Noile produse dintr-o bucată au fost lansate în 1964, împreună cu o nouă consolă pentru jgheaburi produsă în fabrică. Transformarea atelierului de tinichigerie într-o fabrică de produse din tablă metalică s-a terminat, iar în noiembrie 1964 s-a deschis noua fabrică pe strada Angelholmsvägen în Grevie.

### 1965 - Apare o divizie nouă
Noua fabrică de pe strada Ängelholmsvägen a oferit o oportunitate complet nouă pentru raționalizarea și fluidizarea producției. Toate uilajele noi au fost mutate acolo, s-a construit o nouă unitate de galvanizare la cald și pentru prima oară Lage avea șanse serioase de a-și pune în practică ideile despre ordine și curățenie. 
Lage nu era doar un om ordonat, era un vizionar. „Transportul aerului rece și cald prin tuburi prefabricate din oțel este muzica viitorului”, declara direct la primul contact cu fiul lui Erling Jensen, cel care a inventat utilajul Spiro pentru producția automată de tubulaturi circulare pentru ventilație, la începutul anilor 1950. Lidhults a cumpărat de la acesta primul utilaj Tubeformer, a început producția de test, iar în cursul anului a lansat un produs suplimentar realizat în fabrică, Spiro –  tubulaturi de ventilație. 
Vânzările au început să crească amețitor, iar credința lui Valter că Lidhults poate deveni „o companie de milioane de coroane”, a fost confirmată înzecit.

### 1968 - Cei mai mari în Scandinavia
1968 a fost anul în care Lidhults Plåtindustri și-a câștigat dreptul de a se prezenta drept “cel mai mare producător de componente din tablă din Scandinavia”. În această perioadă, gama de produse de drenaj și de ventilație era atât de cuprinzătoare, încât cuvântul „complet” începea să apară din ce în ce mai des în broșuri și pliante. De asemenea, a fost anul în care concurența a început să utilizeze materiale plastice pentru fabricarea de produse de drenaj. Lidhults a luat în calcul această posibilitate, dar a respins-o repede, din cauza mai multor proprietăți slabe. Cu toate acestea, plasticul permitea realizarea produselor de drenaj în mai multe culori. Lage a hotărât experimentarea îmbrăcării metalului in plastic. Experimentele au avut succes, iar Lidhults a învățat repede să fabrice tubulaturi și țevi din tablă acoperită cu plastic. 

### 1969 - Extinderea bazei de clienți și schimbarea numelui în Lindab
1969 a devenit cel mai important moment din istoria companiei, cu semne pozitive și negative. Valter Persson și-a pierdut viața într-un accident tragic. Lage Lindh a cumpărat acțiunile familiei și a schimbat numele companiei în Lindab Lindhs Industri AB. Pentru a crește volumul vânzărilor către tinichigii, s-au semnat contracte cu trei comercianți en-gros de tablă metalică. În același an, au apărut sistemele de drenaj realizate din tablă acoperită cu strat anticoroziv de plastic, care purtau numele de Plåtisol. Atât sistemele de ventilație, cât și Plåtisol au câștigat repede simpatia tinichigiilor, care și-au dat seama cum își pot mări eficiența și profitabilitatea prin cumpărarea de componente prefabricate, vopsite în fabrică, care ofereau calitatea superioară și precizia pe care ei înșiși nu le puteau obține. În mai 1969 s-a deschis o nouă clădire de fabrică. Mai mult, exporturile au început să aibă elan, prin vânzări directe către Danemarca, Franța și altele. 

### 1970 - Parteneriat pentru exporturi mai mari
În 1970 exporturile ocupau un loc de cinste pe ordinea de zi. Produsele Lindab se vindeau în toată Europa. Prima livrare către SUA a avut loc în mai. În timpul anului exporturile au ajuns la 4,2 milioane de coroane suedeze. Gama de profile pentru construcții a fost îmbunătățită prin investiții într-un nou utilaj de fălțuit profile de până la 6 metri. În privința sistemelor de ventilație, gama de produse a fost completată cu un nou atenuator de sunet circular. Deja se vorbea mult despre cât de receptiv este Lage Lindh atunci când este vorba despre angajați și bunăstarea lor. Sediul de lucru bun și condițiile de muncă bune inspiră angajament și responsabilitate în toată compania. 
Pentru a îmbunătăți managementul vânzărilor către clienții danezi, Lindab și-a deschis prima filială într-o altă țară, Spirovent A/S, în Danemarca. În 1972 a avut loc inaugurarea oficială a Lindab Hälsovård (centrul medical Lindab), care oferă angajaților două consultații medicale gratuite pe an.

### 1974 - Sistemele de drenaj s-au mutat la Förslöv
Creșterea continuă a vânzărilor a îngreunat din ce în ce mai mult coordonarea producției celor două divizii sub același acoperiș. Fabrica Goodyear din Förslöv, aproape de Lindab în Grevie, urma să se închidă. Când i s-a propus lui Lage să preia locația de 12.000 m2 în 1974, nu a stat prea mult pe gânduri. În cursul anului, sistemul de plastifiere Organosol a fost înlocuit cu Plastisol, care a asigurat straturi anticorozive cu culori mai rezistente pentru produsele de drenaj și profile. Sistemele de tubulaturi circulare au ajuns să ocupe primul loc în clasamentele de vânzări.
În Suedia, Svenska Fläktfabriken a lansat fără mare zgomot un nou tip de tubulatură omologată, cu componente cu garnitură de cauciuc. Acest lucru a luat prin surprindere atât Lindab, cât și piața. Lage a dat instrucțiuni managerului de vânzări pentru produse de ventilație și directorului de fabrică să înceapă imediat dezvoltarea propriilor variante ale acestui produs extrem de interesant. Aceștia au propus o soluție cu fâșii duble de cauciuc, fixate cu un colier de oțel. Această variantă era mult mai bună, mai ușor de asamblat și cu consum de energie mai mic. 

### 1975 - Intrarea serioasă în Europa de Vest
În 1975 parteneriatul Lindab cu Spiro Investment a luat sfârșit, deoarece era din ce în ce mai clar că Lindab avea nevoie de contact direct cu piața europeană aflată în creștere, pentru a-și mări vânzările de componente de tubulatură. Lage Lindh a cumpărat acțiunile Spiro Investment. În plus, s-a alcătuit primul grup managerial din istoria Lindab, pentru a coordona vânzările, producția și finanțele în creștere ale companiei. De asemenea, Lindab lucra la adaptarea gamei de produse de ventilație la noul standard european. Dezvoltarea produselor Lindab cu garnituri de cauciuc a continuat, data lansării acestora se apropia. Se deschide prima filială la Göteborg, pe coasta vestică a Suediei. În anii următori aveau să se deschidă și altele. 

### 1976 - Se lansează LINDABsafe
Raportul anual din 1976 putea, în sfârșit, să menționeze „noul sistem de racorduri LINDABsafe, cu o bandă de cauciuc fixată pe componente, care asigură o garnitură în interiorul tubului”. Tot în acest an Suedia și alte țări europene au trecut la noul standard Eurovent. După ce a modificat peste 2.000 de articole, Lindab era acum în măsură să ofere tinichigiilor și specialiștilor în montajul sistemelor de ventilație din toată Europa două sisteme de tubulatură. În timpul anului a avut loc o reorganizare, în urma căreia compania mamă și-a schimbat numele în Lindab Ventilation AB, iar fabricile din Suedia au devenit filiale: Lindab Plåtisol AB (Förslöv) și Lindab Nord AB (Lycksele). 
Lindab își deschide birou de vânzări în Oslo, Norvegia. La fel s-a întâmplat în Hamburg, Germania. Lindab avea acum birouri în Suedia, Danemarca, Germania și Norvegia.

### 1978 - Gamă din ce în ce mai variată
Platisol și-a consolidat în continuare poziția de lider în domeniul sistemelor de drenaj. În 1979 au fost lansate noul capăt de jgheab și noul racord de jgheaburi, cu garnituri de cauciuc EDM. În 1978, în domeniul ventilației, Lindab a dat publicității un document tehnic unic privind atenuatoarele de zgomot, primit foarte bine de piață. Mai departe, a fost lansat primul racord T realizat dintr-o singură bucată, ceea ce asigura reducerea turbulențelor și în același timp fabricarea într-o singură operație, în locul celor treisprezece, necesare anterior. 
În Germania, filiala Lindab GmbH a fost înființată în 1978, iar în anul următor s-a deschis un depozit nou la Bargteheide, contribuind la creșterea pozitivă continuă a exporturilor.

### 1980 - Extindere și dezvoltare continue
Sistemul LINDABsafe s-a vândut în continuare din ce în ce mai  bine, iar în 1980 Lindab a achiziționat 40% din VM-gruppen, oferind o formă complet nouă de contact direct cu piața și oportunități mai bune de creștere a vânzărilor. 
În 1981 s-au lansat multe produse noi. Au fost lansate noi componente Plåtisol, inclusiv capace, profile sub diferite unghiuri și capace pentru jgheaburi. Sistemele de ventilație au avansat prin intermediul atenuatoarelor reglabile și al unui cot ingenios, care asigura condiții propice pentru o ventilație mai bună și mai bine controlată. 
De asemenea, 1981 a fost anul în care compania mamă și-a schimbat numele în Lindab AB, iar Lage Lindh a primit un premiu pentru activitățile de creare a locurilor de muncă din partea organizației suedeze de ocupare a forței de muncă TRR Trygghetsrådet. 

### 1982 - Achiziționarea VM-gruppen și extinderea sistemului de mărci
La începutul anului 1982, distribuitorul Plåtluna a decis să renunțe la parteneriatul cu Lindab. Lindab a dat repede un răspuns: a achiziționat întreaga companie VM-gruppen. In urma acestei tranzacții numărul de filiale a crescut de la 6 la 13, iar prin lansarea propriului sistem de livrare la domiciliu, vânzările Lindab au crescut. 
Atunci când Lindab a lansat și mult așteptatul strat anticoroziv roșu Plåtisol, alături de o întreagă gamă de produse noi – pentru acoperișuri și tablă profilată – acest lucru a contribuit și mai mult la creșterea vânzărilor cu 48% în cursul anului. 

### 1984 - Lansarea la bursa „OTC” și alte achiziții
Coperta futuristă a raportului anual din 1984 arată că a fost un an important și semnifică începutul unei perioade orientate către viitor. Cotarea la Bursa de Valori Stockholm pe lista OTC a adus capital suplimentar și noi proprietari, iar achizițiile au dezvoltat raza de acțiune și rețeaua de distribuție Lindab. 
În cursul anului, compania s-a împărțit pentru prima oară în două divizii: ventilație și sisteme de acoperiș/pereți. În 1984 Carl-Gustaf Sondén a devenit Președinte, iar Lage Lindh și-a asumat rolul de Director executiv.
După ce a lansat cele cinci culori noi Plåtisol la Centrul Expozițional Malmö în 1985, Lindab s-a definit ca „furnizorul complet”. 
În 1985, VM-gruppen și-a schimbat numele în Lindab VM. Compania Lindab era prezentă deja în 40 de locații din zona de nord, Germania și Marea Britanie.

### 1986 - Sistemele de tubulaturi circulare preiau conducerea
Tubulaturile circulare reprezintă 48% din vânzări, fiind cel mai important produs al Grupului. De asemenea, reprezintă produsul care a crescut cel mai mult în exporturi. Cu toate acestea, divizia de acoperișuri/pereți nu stătea cu mâinile în sân: a lansat primii stâlpi de oțel pentru pereți despărțitori. 
1986 a fost anul cel mai bun pentru Lindab în privința profitului. Una dintre explicațiile acestei situații a constat în faptul că organizația de conducere Lindab a fost în măsură să ia decizii rapide și să răspundă eficient la necesitățile și dorințele clienților și ale pieței.
Cererea pentru medii de lucru îmbunătățite și asamblare și mai simplă era din ce în ce mai mare, drept urmare toate componentele pentru sistemele de ventilație se fabrică din 1987 cu cadru ranforsat. Acest lucru face ca aceste componente să aibă margini mai solide și mai puțin ascuțite. De asemenea, etanșeitatea este superioară. 20 de ani mai târziu această schimbare avea să devină semnificativă în dezvoltarea unui nou sistem revoluționar, Safe Click.

### 1988 - Peste pragul de un miliard
În 1988, fiecare dintre cele două divizii Lindab ocupa locuri fruntașe în Europa. Peste 5.000 de produse erau vândute și produse în 66 de locații din șapte țări. Achiziții de oțel ce depășeau 85.000 de tone, vânzări nete de peste un miliard – acestea sunt cifrele la care Lage Lindh și colegii săi de la începuturi nu s-ar fi putut gândi nici măcar în vis. Se înființează Lindab Steel și devine centrul activității Grupului de debitare și tăiere a tablei. În iunie a fost inaugurată (în prezența unui număr de 700 de invitați) „fabrica anilor 90”: noua hală de prese, cu grad înalt de automatizare, din Grevie, cu camioane fără șoferi, cu sistem de colectare a deșeurilor de table amplasat sub podea și cu calculatoare la tot pasul. Lage Lindh, devenit Președinte al Consiliului de Administrație, a fost distins cu premiul Albert Bonniers, acordat omului de afaceri al anului în Suedia. 
În cursul anului s-a petrecut ceva ce avea să schimbe lumea și care avea să fie foarte important pentru Lindab în următorul deceniu. A căzut „cortina de fier” care despărțea Europa de Vest de cea de Est.

### 1990 - „Se vede că au nevoie de acoperișurile și jgheaburile noastre”
La începutul anilor 1990, Carl-Gustaf Sondén menționa modul în care „produsele Lindab de la începuturi, cele pentru acoperișuri și pereți, au avut succes mai modest la exporturile către Europa, dar tendința către utilizarea structurilor de oțel în construcții și experiențele negative cu materialele plastice creează acum noi oportunități pentru produsele Grupului destinate acoperișurilor și pereților”. Pentru prima oară, potențialul sistemelor de acoperișuri și pereți era perceput drept semnificativ mai mare decât cel al sistemelor de ventilație. Lindab Plåtisol din Förslöv și-a schimbat numele în Lindab Profil. Producția de stâlpi pentru pereții despărțitori a fost transferată în hala de 4.000 m2 din Förslöv, unde se produceau noii stâlpi pentru pereți exteriori. În afară de noul produs, hala găzduia și unitatea de producție pentru noile acoperișuri Lindab cu aspect de țiglă. La acestea se adaugă producția în creștere de table profilate, care au permis companiei Lindab să aducă pe piață o gamă de produse pentru acoperișuri cu deschidere mare, asigurând astfel montaj simplificat. 
Cu ocazia unei vizite ce viza extinderea în Ungaria, impresionat de activitatea din Budapesta, Lage a anunțat direct: „Trebuie să începem să lucrăm aici”. Câteva ore mai târziu, cand avionul Lindab a decolat de pe aeroportul din Budapesta, ceilalti se intrebau: „nu ar fi cazul să facem întâi niște studii de piață?” Răspunsul lui Lage Lindh a venit fulgerător de repede. A arătat spre casele care se vedeau prin hublou și a spus: „Uită-te la acoperișurile acelea! Este evident că au nevoie de profilele și jgheaburile noastre”. Câteva luni mai târziu, se înființa filiala Lindab în Ungaria.

### 1991 - Intrarea timpurie a companiei în ECE
In anul 1991 Lage Lindh a părăsit Lindab. După peste 32 de ani, în care a fost forța motoare a companiei, și-a vândut pachetul majoritar de acțiuni pe care îl deținea și a părăsit compania în toamnă. O perioadă luase sfârșit, dar spiritul și principiile după care a dezvoltat Lindab aveau să dăinuie. Controlul asupra Lindab a fost preluat de un consorțiu, alcătuit din Carl-Gustaf Sondén, Hans Schmidt-Hansen și patru fonduri de investiții daneze. Consorțiul a contribuit la cotarea acțiunilor Lindab la bursele de valori din Stockholm și Copenhaga, pe 22 octombrie. 
În urma schimbării proprietarului și cotării la bursă, accentul s-a pus pe activitățile de bază din cadrul diviziilor Ventilații și Acoperișuri/Pereți. Cerințele ecologice mai stricte impuse în Europa erau văzute drept avantajoase pentru dezvoltarea produselor de ventilație, iar necesitatea de standarde superioare în construcții în blocul Est-European a oferit noi oportunități pentru sistemele de acoperișuri/pereți. 
La sfârșitul anului se înființaseră deja noi filiale sau unități suplimentare în Italia, Franța, Germania și Ungaria. Deja peste 50% din vânzări se realizau în afara Suediei, iar ECE a devenit în scurt timp o prescurtare mult utilizată în legătură cu Lindab. 

### 1992 - Cea mai mare restructurare din istoria firmei
Raportul anual începe cu cuvintele „1992 a fost un an plin de evenimente pentru Lindab”. În timpul primăverii a început cea mai mare restructurare din istoria Lindab, în toiul unei recesiuni care devenea din ce în ce mai acută, în special în regiunea nordică. Prin mai multe achiziții, prin redimensionarea capacităților și fluidizarea strategiei, Lindab și-a consolidat poziția de lider de piață. Vânzările au crescut în ciuda recesiunii, dar profiturile au scăzut. Piețele din Suedia, Finlanda și Marea Britanie s-au destrămat, dar cele din Norvegia, Germania și majoritatea celorlalte piețe s-a dezvoltat bine, în ciuda conjuncturii nefavorabile. 
Pe 1 septembrie a fost achiziționată, în sfârșit, și compania elvețiană publică Spiro International. Producția de componente de tubulatură Spiro a fost mutată treptat la Grevie și Haaderslev, iar noua gamă de utilaje a permis Lindab să ofere un concept nou de parteneriat celor care doreau să cumpere atât utilaje, cât și componente. Dacă în 1965 Lindab cumpărase primul Tubeformer, acum a cumpărat întreaga companie.
În 1993 economia s-a revigorat, ducând la creșterea vânzărilor și a profiturilor. S-a înființat o filială nouă în Cehia, unde vânzările au crescut mult, ca în Polonia și Ungaria.

### 1994 - Continuarea creșterii în ECE
Creșterile mari ale vânzărilor în Ungaria și ECE au fost văzute ca un indicator bun al faptului că Lindab trăia cel mai bun an din istoria sa de până atunci. Divizia de Acoperișuri/Pereți și-a schimbat numele și a devenit Divizia Profile.
Oțelul atrăgea din ce în ce mai multă atenție ca material a cărui calitate era în continuă îmbunătățire și al cărui ciclu de viață era natural și prietenos față de mediu. Întrucât problemele de mediu deveneau din ce în ce mai importante, a început munca de adaptare a unităților de producție majore la sistemul de certificare pentru mediu ISO 14000. Majoritatea acestora dețineau deja certificate ISO 9001 sau 9002 pentru sistemele de asigurare a calității, ceea ce a consolidat imaginea Lindab de partener de afaceri și furnizor tot mai sigur. 
S-a înființat o altă filială în România, care, de asemenea, făcea parte din Divizia Profile.  În 1995 a continuat creșterea pozitivă în regiunea nordică și în Germania (centrul atenției Grupului pe plan geografic), dar ECE a ajuns să fie descrisă ca o piață cu un important potențial de creștere. 

### 1996 - Construcțiile ușoare capătă elan
În ciuda declinului general al pieței de produse de ventilație în Suedia, Divizia Ventilații și-a consolidat poziția pe piața internă, ceea ce a dus la o cotă de piață superioară. Gama de produse Lindab Safe se dezvolta fără încetare, iar în cursul anului a fost adăugată versiunea din oțel inoxidabil.
Pe piața americană de tubulaturi rectangulare Lindab Inc. și-a continuat eforturile de a convinge cumpărătorii de avantajele sistemelor circulare, iar vânzările au crescut.
Creșterea în ECE a rămas puternică, iar Divizia Profile a înregistrat succese în vânzări, pe toate piețele operaționale. În Europa s-au adoptat noi standarde pentru jgheaburi, burlane și console, deschizând drumul sistemelor de drenaj Lindab către noi piețe. În SUA s-au construit 80.000 de case cu ajutorul acestei tehnologii solide și ușor de montat. 

### 1997 - Simplificări cu Rainline și IT
La începutul anilor 1980, Lindab a lansat o gamă de produse și soluții noi în cadrul portofoliului de produse de drenaj. După un deceniu de dezvoltare relativ modestă în domeniu, era din nou momentul dezvoltărilor majore de produse. Dat fiind faptul că montarea simplă devenise o componentă tot mai importantă a soluțiilor Lindab, același principiu a stat și la baza dezvoltării noului concept Rainline. Consolele, colierele de burlane și capacele se montau acum cu ajutorul unui mecanism cu clic, ceea ce a făcut asamblarea „atât se simplă, încât oricine le poate instala”, spunea un vizitator al standului Lindab.
În domeniul construcțiilor ușoare, Lindab a lansat și aplicații software pentru planificarea proiectelor și construcția acoperișurilor. Lindab a achiziționat o companie de software specializată în aplicații CAD prietenoase și inteligente pentru proiectarea tubulaturilor. Viitorul program IT, Lindab CADvent avea să devină în curând foarte important.
1997 a fost primul an în care ambele divizii au fost prezente pe piețele din Europa Centrală și de Est. În SUA, capacitatea de producție a fost dublată de fabrica nou deschisă. Lindab era prezentă în 101 locații din 18 țări, cu filiale, fabrici, sucursale și birouri de vânzări.

### 1998 - Depășirea pragului de jumătate de miliard în ECE
Toată eforturile de dezvoltare a relațiilor, de marketing și instruire, făcute în Ungaria, România, Cehia și alte piețe din ECE dau roade acum. În anul 1998 vânzările în ECE au depășit 500 de milioane de coroane coroane suedeze, regiunea fiind desemnată piață prioritară.
Cu toate acestea, compania Grupului din Rusia a fost închisă din cauza dificultăților de a lucra eficient în timpul crizei din 1998. Comenzile din Rusia au fost livrate direct clienților, dar și noilor parteneri cu interese în Suedia, care erau prezenți în Rusia.
În anul 1998 a luat ființă centrul informatic Lindab pentru dezvoltare, asistență și instruire legate de noua gamă de instrumente Lindab pentru proiectare, cuantificare și calcul, care începea să se contureze. 
În timpul anului, Lindab Safe avea să fie inclusă în categoria de etanșeitate D, mult peste calificativele instalațiilor fără garnituri de cauciuc. Lindab Ventilation a fost desemnată drept cea mai inovatoare companie din Suedia, în timp ce Lindab Steel ocupa locul 3. 

### 1999 - Lindab trece la WYSIWYG
In 1999 a fost lansată linia de produse informatice Lindab. Instalatorii de sisteme de ventilație și consultanții au primit acces la programe, precum CADvent, DIMcomfort și DIMsilencer, ceea ce le-a permis să deseneze și să proiecteze tubulaturi repede și ușor, să adauge difuzoare și atenuatoare de zgomot, chiar să calculeze pierderile de presiune și nivelurile de zgomot. Întregul software lucrează în 3D, dimensiunile și parametrii produselor se pot descărca din baza de date cu produsele Lindab. Drept urmare, tot ce se poate desena, se poate instala. WYSIWYG – What You See Is What You Get – a ajuns la Lindab.
Lindab aproviziona în continuare tinichigii, constructori, clienți pasionați de bricolaj și instalatori de sisteme de ventilație, dar prin promovarea noilor instrumente informatice,  echipa de vânzări Lindab s-a putut adresa și celor care concepeau sistemele – consultanți, proiectanți și arhitecți. 

### 2000 - Record – atât la creștere, cât și la prețurile de metale
În anul 2000 Lindab s-a dezvoltat într-un ritm record, cu un total de 24%. De asemenea, produsele sale s-au distribuit pe aproape toate piețele Grupului. Un alt record al anului a fost ritmul de creștere a prețului tablei metalice, fără precedent. De la cotarea la bursă, în 1984, Lindab și-a crescut cifra de vânzări de zece ori. 
În timpul anului, Grupul a achiziționat compania suedeză Scandab, care elaborează soluții pentru evacuarea prafului în industrie. S-a lansat un nou program de instruire. Unitatea suedeză a avut inițiativa începerii cursurilor de calificare, iar munca în protecția sănătății a continuat. De la bun început, Lage Lindh a considerat calitatea superioară a produselor drept rezultatul muncii angajaților talentați, al priceperii lor și al bunăstării lor. Această idee rămâne un principiu fundamental Lindab, un factor care creează angajament, atitudine managerială și responsabilitate.

### 2001 - Scoaterea de la bursă și creșterea nivelului de calificare
Din perspectiva Lindab, două evenimente majore au definit anul 2001. Primul a fost achiziționarea companiei de sisteme de climatizare pentru clădiri, TeknoTerm AB, ceea ce a îmbunătățit semnificativ poziția Lindab în domeniul ventilației și climatizării. Al doilea a constat în faptul că grupul de proprietari alcătuit din Lindab Intressenter AB, care se compunea din Ratos, Skandia, Fondul 6th AP, precum și din Carl-Gustaf Sondén și Hans Schmidt-Hansen, au cumpărat peste 90% din acțiunile Lindab. Compania a fost delistată de la bursele din Stockholm și Copenhaga în cursul toamnei. Proprietarii și conducerea corporației au identificat oportunități de a dezvolta în continuare compania în ritm susținut în anumite zone geografice. S-a considerat că acest lucru se putea realiza cel mai bine dacă acțiunile nu erau cotate la bursă. 
În urma dezvoltării continue și cu ritm susținut în România s-a deschis (în București) o nouă unitate de vânzări și de producție.

### 2002 - Reorganizarea în două divizii
2002 a fost un an plin de evenimente. Grupul a fost reorganizat în două divizii: Ventilații și Profile, abandonându-se criteriul geografic utilizat anterior. De asemenea, această operație a permis elaborarea celor mai detaliate planuri de afaceri din istoria companiei Lindab, obiectivul primordial urmărit fiind dezvoltarea profitabilă. Noua structură organizatorică a diviziilor asigură posibilități mai bune de comercializare a produselor Lindab pe toate cele 25 de piețe ale Grupului, reducând riscul „blocării” în țara în care s-a realizat dezvoltarea. Linia de produse a sistemelor de tubulatură poartă acum numele Air Distribution și este una dintre cele două activități de bază ale Grupului, cealaltă fiind Rainline. 
Un alt eveniment important a fost lansarea sistemului protecție anticorozivă High Built Polyester pentru programele Rainline și Coverline. Materialele HB Polyester oferă clienților și proprietarilor de imobile culori mai frumoase și durabilitate crescută. De asemenea, sunt mai prietenoase față de mediu, deoarece nu conțin PVC. 

### 2003 – “Fill the gap” și revenirea la valorile esențiale originale
Pe 1 ianuarie 2003, după 36 de ani la Lindab, Carl-Gustaf Sondén a părăsit postul de Președinte și Director executiv. Angajații vorbeau adesea despre „CG” și despre modul în care a condus Lindab în următorii termeni: „simplu, direct și clar”, „fără ezitări și mereu la zi”, „Cel care a marcat clar locul Lindab pe harta lumii: acela de jucător major în domeniul soluțiilor de ventilație și construcții”. Kjell Åkesson, anterior Director executiv la Bilia, cu experiență îndelungată în industria suedeză și mondială, a preluat foarte ferm frâiele companiei, în calitate de Președinte și Director executiv. Imediat, Kjell Åkesson a reunit 70 de manageri din tot universul Lindab și a lansat noul program de profitabilitate „Umplerea golurilor”, pentru a recupera pierderile de volum și profitabilitate.
În apropierea orașului Praga, în Cehia, s-a construit cea mai mare unitate de producție din Europa Centrală, care a reunit treptat toate produsele cu necesități mari de manoperă. Noua fabrică de la Karlovarska a asigurat livrări mai rapide și mai eficiente către piețele în creștere din Europa Centrală și de Est, precum și din Europa de Sud.
2003 a fost și anul în care s-a luat decizia de a clarifica marca Lindab și de a defini conceptul din ce în ce mai popular al valorilor sale esențiale. Rezultatul a fost: „Simplitate”, „Realism” și „Ordine și bun gust”. Clienții și angajații, noi și vechi, s-au regăsit în aceste valori fără rezerve și fără întârziere. Moștenirea lăsată de Lage Lindh era cât se poate de viguroasă.

### 2004 - Produsele trainice asigură dezvoltarea viguroasă
În urma succesului pe care l-a înregistrat, Lindab România a fost desemnată „Compania Lindab a anului”, iar vânzările din Cehia, Croația, Rusia și Ucraina au fost în grafic. Succesul neîncetat în ECE se explică prin inițiativele de instruire fără întrerupere, relațiile consolidate și aprofundate cu distribuitorii și constructorii, precum și prin alte aspecte. Rainline a devenit lider în sistemele de drenaj. Atât în țările nordice, cât și în Europa Centrală și de Est. 
Fabrica din Karlovarska lucra la capacitate maximă și a contribuit la mai multe rezultate pozitive, la mai puțin de un an de la inaugurare. Kjell Åkesson a lansat nou program intern Lindab Lifestyle, obiectivul fiind impulsionarea acuității manageriale la nivelul conducerii superioare. Lindab se bucura de cele mai bune performanțe din istoria sa, ordinea de zi fiind dominată de calificarea și dezvoltarea de produse puse în slujba simplificării modului de a construi. 

### 2005 - Astron a suplimentat capacitățile companiei în domeniul clădirilor cu structură de oțel
Cea mai mare tranzacție și evenimentul anului a fost, fără îndoială, preluarea companiei Astron Buildings S.A., liderul european în domeniul clădirilor cu structură de oțel din prefabricate. Împreună cu achiziționarea anterioară a companiei Butler Europe, această fuziune a transformat Lindab în liderul european al domeniului. În acel moment Astron dispunea de peste 40 de ani de experiență în dezvoltarea și construcția de clădiri cu structură de oțel din prefabricate (hale industriale, depozite și birouri) și era liderul de necontestat al pieței. Rețeaua existentă de distribuție Lindab Builders, s-a extins mult și a acoperit, fără suprapuneri semnificative, Europa de Vest și părțile esențiale ale ECE. În același timp, gama de produse și soluții pentru construcții Astron a consolidat portofoliul Lindab. Drept urmare, cele două divizii au fost împărțite în compartimente. Profile s-a divizat în Building Systems și Componente pentru construcții, iar Divizia Ventilații s-a împărțit în Tubulaturi de Ventilație și Comfort. În același timp, Building Systems a devenit a treia unitate de bază, alături de Rainline și Tubulaturi de Ventilație. 
Divizia Ventilații a lansat o mulțime de difuzoare și tubulaturi noi. Totul se putea dimensiona cu ajutorul noii versiuni îmbunătățite DIMcomfort. În final, Profile și-a lansat noua campanie „Give your house a facelift”, demonstrând clar ce poate face un sistem de drenaj bun pentru aspectul unei case.

### 2006 - Lindab revine la bursă
Pe 1 decembrie, Lindab a revenit la Bursa de Valori din Stockholm, după o pauză de 5 ani. Dar până în acest moment al anului s-au întâmplat multe. Evoluția pozitivă a pieței de construcție a dus la o revenire în Europa de Vest și a continuat cu o creștere bună în regiunea nordică și în ECE. 
În timpul anului s-au realizat trei achiziții de companii, toate de Divizia Ventilații: CCL Veloduct Ltd. în Marea Britanie, Airbat S.A.S. în Franța și Gowco Texas în SUA. Dintre cele trei, în mod clar CCL Veloduct a fost cea mai importantă. Compania era cel mai mare distribuitor de produse de ventilație, cu o rețea de filiale dezvoltată. Astfel, Marea Britanie a devenit peste noapte cea mai mare piață de echipamente de ventilație a companiei Lindab.
Deoarece se preconiza continuarea creșterii în ECE și în Rusia, s-a luat decizia de a construi o nouă fabrică Building Systems, în apropiere de Moscova. La începutul anului s-a luat și decizia de a construi o nouă fabrică de echipamente de ventilație la Sankt Petersburg, care a început imediat.
În 2006 Lindab și-a schimbat promisiunea de companie în „We simplify construction”, o formulă care redă integral esența companiei. Această promisiune este perfect susținută de prezența Lindab, nivelurile de servire ridicate, secondate de cea mai variată și mai dezvoltată gamă de produse, distribuite în toată Europa de 1.700 de dealeri.

### 2007 - Safe Click – simplificarea modului de a construi cu un singur clic
La târgul ISH din Frankfurt, Lindab a dezvăluit un secret păstrat cu strășnicie – noua tubulatură Lindab Safe Click. Managerul de divizie Hannu Paitula și șeful departamentului de dezvoltare, LarsÅke Mattsson au prezentat cu mândrie cel mai mare salt în dezvoltarea tehnologiei de tubulaturi de după 1970]. Datorită sistemului de fixare cu clic, Lindab Safe Click reduce la jumătate timpii de montare, elimină necesitatea niturilor și sculelor. 
La Sitges, în apropiere de Barcelona, Spania, aproximativ 500 de distribuitori Building Systems s-au întâlnit la prima conferință comună cu clienții de după achiziționarea de către Lindab a companiilor Butler Europe și Astron Buildings. 
2007 nu a fost un an record pur și simplu – a fost și anul în care inovațiile Lindab s-au manifestat foarte grăitor. Mai multe erau în pregătire.

### 2008 - RdBX – o altă soluție simplă cu clic
După ce Divizia Ventilații a lansat gama Safe Click, Divizia Profile nu a acceptat să rămână în urmă. Deja în toamna anului 2007 a început lansarea în liniște a unui stâlp complet nou pentru pereții despărțitori, care avea trei lucruri în comun cu Safe Click: reducerea cu 50% a timpilor de asamblare, mecanismul unic cu clic și simplificarea reală a lucrărilor în construcții. O altă lansare de răsunet (inițial în Danemarca) a fost cea a produsului Fasad-kassett Premium, un sistem de fațadă complet nou, care combină estetica scandinavă cu o soluție informatică, numită CASSETTEsoft, care simplifică întregul lanț de operații. 
În timpul verii, Divizia Profile a finalizat achiziția grupului slovac Sipog, al cărui portofoliu de produse includea gama de tablă profilată Rova și produsele de drenaj VIOS. În urma achiziției, Lindab a devenit instantaneu lider pe respectivele segmente ale pieței slovace și a consolidat poziția Grupului atât în România, cât și în Cehia. 
La începutul anului Directorul executiv Kjell Åkesson și-a anunțat intenția de a se retrage. A părăsit compania la sfârșitul verii. A plecat după 21 de trimestre succesive, caracterizate prin creșterea vânzărilor și profiturilor, o lansare la bursă încununată de succes, precum și prin munca sa neobosită pentru consolidarea Lindab și a poziției sale – „We simplify construction”. La Adunarea Generală Anuală, care a avut loc primăvara, David Brodetsky, pe atunci Director executiv la Astron Buildings și managerul compartimentului Building Systems, a fost numit Director executiv al companiei Lindab. Simultan cu această evoluție interesantă s-a petrecut un alt eveniment fascinant, deși mai puțin plăcut. Criza financiară și-a făcut apariția pe scena internațională, ducând la instaurarea rapidă a unui climat financiar care a afectat încrederea în sistemele financiare, a dus la scăderea cererii în multe domenii și a subminat încrederea. Cu toate acestea, Lindab și-a declarat intenția de a ieși din recesiune mai puternică. 